# Ma (hindouisme)
Ma, "mère" est un surnom, un nom spécifique donné dans l'hindouisme à des déesses comme Parvati ou Durga quand le croyant voit celles-ci comme la réalité ultime.

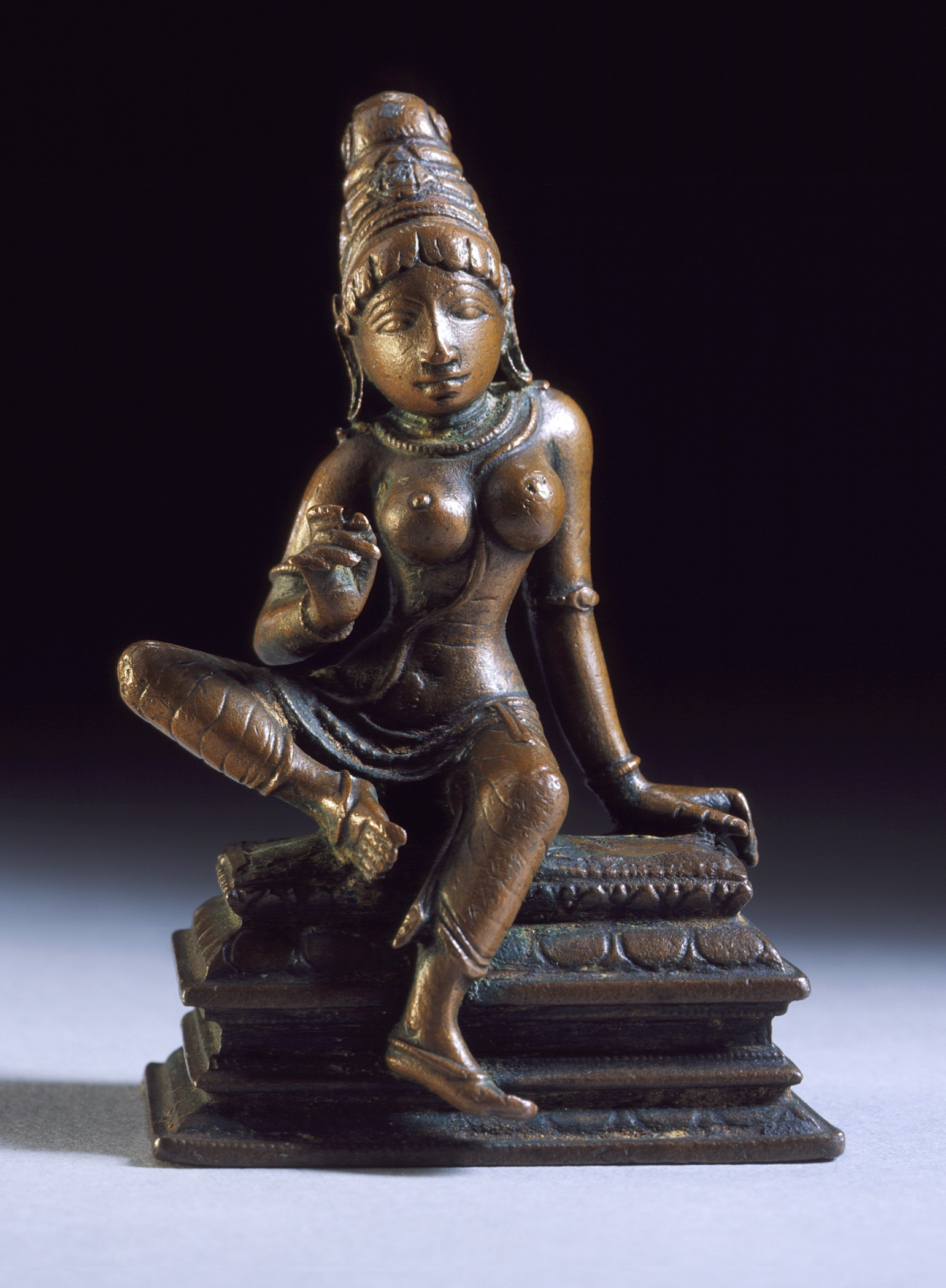
Parvati.
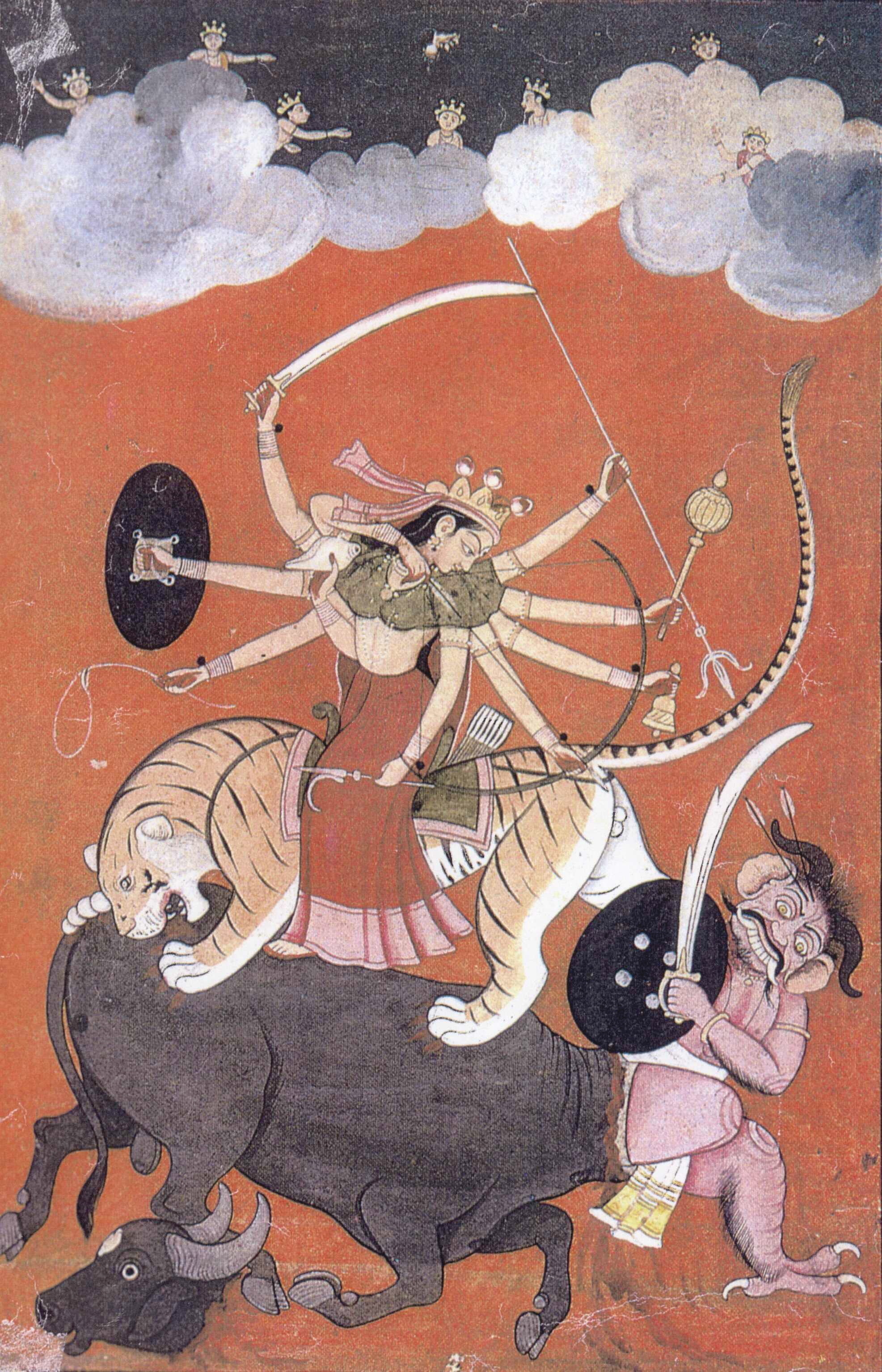
Durga.